# Spinazzola
Spinazzola este o comună din provincia Barletta-Andria-Trani, regiunea Puglia, Italia, cu o populație de 5.934 locuitori (1 ianuarie 2023) și o suprafață de 184,01 km².

## Demografie
Spinazzola - evoluția demografică

|  | Graficele sunt indisponibile din cauza unor probleme tehnice. Mai multe informații se găsesc la Phabricator și la wiki-ul MediaWiki. |

Date: Recensăminte sau birourile de statistică - grafică realizată de Wikipedia

## Personalități născute aici
- Inocențiu al XII-lea (1615 - 1700), papă.